# Stolzenfels (Schiff, 1914)
Stolzenfels war der erste Name eines Fahrgastschiffes in Berlin, das im Jahr 1914 gebaut wurde.

## Geschichte
Die Stolzenfels wurde 1914 auf der Grasnickschen Werft in Friedrichshagen für den Berliner Reeder Gustav Zachow gebaut. Zachow, der sein Büro in der Cuvrystraße vor dem Schlesischen Tor hatte, hatte 1907 damit begonnen, sein Schiff Stralau in einem eigenen Betrieb als Schlepp- und Personenschiff laufen zu lassen, und später den Doppelschraubendampfer Rhein hinzugekauft. 
Das Motorschiff Stolzenfels war für ungefähr 100 Fahrgäste ausgelegt, hatte ein festes Dach und war mittschiffs mit einem Aufbau aus Holz versehen. Laut Uwe Gieslers Schiffsdatenbank war das Schiff damals 19,50 Meter lang und 3,30 Meter breit, hatte einen Tiefgang von nur 0,57 Metern und wurde von einem 30-PS-Dieselmotor angetrieben. 1926 ging das Schiff ohne Namensänderung in den Besitz von Georg Marquardt in Waren an der Müritz über, wo es laut Giesler zu einem unbekannten Zeitpunkt noch einmal den Besitzer wechselte. Der neue Eigentümer der Stolzenfels hieß Hermann Elsner. Der Motor des Schiffes muss spätestens 1946 ausgetauscht worden sein, denn für dieses Jahr meldet Giesler eine Maschinenleistung von 50 PS. Das Schiff war nun für 132 Fahrgäste zugelassen. Das Schiff erhielt zu DDR-Zeiten zunächst die Nationale Schiffskennung 3-239. Ab 1957 gehörte es dem Rat der Gemeinde Bad Saarow, trug den Namen Scharmützelsee und hatte die Kennung P-035. 
1967 wurde es außer Fahrt gesetzt und zum Umbau auf die Grieseler-Werft nach Mukrena gebracht. Dieser Umbau dauerte bis 1969. In dieser Zeit wurde das Schiff zum Typschiff der Stadtbezirksklasse 2 umgestaltet, erhielt eine neue Maschinenanlage und wurde auf den Namen Treptow umgetauft. Mit der Nummer P-148 fuhr das Schiff danach für den VEB Weisse Flotte in Berlin. Es durfte jetzt laut Giesler 308 Fahrgäste befördern und verfügte über zwei Motoren (6 KVD 14,5) mit je 96 PS. Als Treptow war die ehemalige Stolzenfels 32,70 Meter lang und 5,01 Meter breit geworden und hatte einen Tiefgang von 1,17 Metern.
Die Treptow wurde im April 1970 in Dienst gestellt. Nach ihrem Muster wurden in den folgenden Jahren die Köpenick, die Friedrichshain, die Lichtenberg und die Prenzlauer Berg gebaut. Die Schiffe der zweiten Stadtbezirks-Klasse waren niedriger als die der ersten und verfügten über ein Sonnendeck. Ihr Steuerhaus hatten sie ganz vorn. Sie konnten aufgrund ihrer günstigeren Abmessungen auch unterhalb der Schleuse Neue Mühle eingesetzt werden. Laut Kurt Groggert waren sie für 286 Fahrgäste vermessen. Die Treptow war etwas kürzer als die nachfolgenden Schiffe der Klasse.
1982 bekam das Schiff neue Motoren (6 VD 14,5/12-2) mit je 104 PS. 1990 wurde die Treptow von der Stern und Kreisschiffahrt übernommen. Sie durfte nun nur noch 250 Personen befördern. Im Jahr 2009 erfolgte ein weiterer Umbau. Das Schiff wurde um etwa 8 Meter auf 40,2 Meter verlängert und bekam ein Hubsteuerhaus nach Original-Vorlagen. An der zulässigen Fahrgastzahl änderte sich nichts.